# Motion (програма відеоспостереження)
Motion — вільна програма відеоспостереження для ОС Linux. Працює в формі легкого демона, написаного на С, який транслює потокове відео з приєднаної відеокамери та здійснює збереження зображень при виявленні руху в області відеоспостереження.
Програма підтримує телевізійні-, веб та IP-відеокамери, відстежує сигнал, отриманий з однієї або декількох відеокамер. При виявленні змін на зображенні однієї з камер здійснює запис фотографій в форматах JPEG, ppm або відеопотоку у форматі MPEG. Можливе захоплення кадрів через певні інтервали часу або по команді cron.
Число кадрів може становити від 2 до 100 на секунду з роздільною здатністю та коефіцієнтом стискання, які налаштовуються. Зображення маркуються підписом з мітками часу, формат підпису налаштовується. Налаштування програми можуть бути встановлені локально, або через вебпереглядач.
Інформація про подію може бути відправлена на вказану адресу електронної пошти, при виявленні руху може бути виконана вказана у конфігурації команда.